# Dunkelgrafen
Dunkelgrafen waren eine 1995 gegründete deutsche Black-Metal-Band aus Sachsen. Ihren Namen entlehnte die Band den Legenden um die Dunkelgräfin und ihren Mann, die Anfang des 19. Jahrhunderts auf Schloss Eishausen bei Hildburghausen lebten.

## Geschichte
Die ersten drei Alben erschienen auf dem Label Last Episode. Nach dessen Insolvenz wechselte die Band zu Miriquidi Productions. Nach vier Studioalben und einer Live-Aufnahme löste sich Dunkelgrafen im Jahr 2005 auf.
Einige Mitglieder sind weiterhin in anderen Black-Metal-Projekten aktiv. So ist Schlagzeuger Athanassius als Sänger bei der Band Silberbach und Sänger Dunkelgraf spielt Bass bei Infernal Regency. Der 1998 ausgestiegene Gitarrist Lord Asgaqlun war auch Gitarrist bei Vilkates und Andras, zudem zählen Camulos und Caedes zu seiner musikalischen Vita.

## Stil
Der Gesang von Dunkelgraf war für den Black Metal typisches Gekreische, an einigen Stellen kam sein Bandkollege Iskariot mit einem dem Death Metal entlehnten Gesang zur Unterstützung.
Die Veröffentlichungen der Band wurden von den meisten Kritikern musikalisch als mittelmäßig und durchschnittlich gesehen, die Covergestaltung oftmals als zu klischeehaft und unkreativ. Trotzdem war die Band im deutschen Untergrund bekannt und wird in einer Rezension sogar zu den „wichtigeren Bands aus deutschen Landen“ gezählt, „ungeachtet […] ihres bisherigen Gelärmes“. Textlich handelte es sich um antichristliches und satanistisches Gedankengut. Liedtexte wurden in den Beiheften der Alben Baphomet’s Aeon, Triumph des Fleisches und Oris Diabolis abgedruckt.

## Diskografie
- 1996: Demo 1996 (Demo)
- 1997: Todesruh (Split mit Eternity)
- 1998: Im Schatten der Ewigkeit
- 1999: Baphomet’s Aeon
- 2001: Triumph des Fleisches
- 2003: Oris Diabolis
- 2005: Sakrileg (Live)